# John W. Campbell
Pour les articles homonymes, voir Campbell.
Cet article possède un paronyme, voir John Campbell.
Œuvres principales
- Le ciel est mort
- La Machine suprême
- La Chose

John Wood Campbell, Jr, né le 8 juin 1910 à Newark dans le New Jersey et mort le 11 juillet 1971 à Mountainside dans le New Jersey, est un écrivain américain et un rédacteur en chef de magazines de science-fiction. 
Comme écrivain, il s'est illustré principalement dans le genre du space opera, utilisant parfois le pseudonyme de Don A. Stuart qu'il a réservé pour ses histoires les plus novatrices publiées dans les Pulps magazines. Cependant, c'est en dirigeant le magazine Astounding Stories, fonction qu'il a occupée de la fin de l'année 1937 jusqu'à son décès en 1971, qu'il a exercé une influence déterminante sur l'évolution du genre. John W. Campbell est en effet généralement reconnu comme l'une des figures majeures de l'Âge d'or de la science-fiction que l'on fait communément débuter avec la publication du numéro de juillet 1939 d' Astounding Stories. 
À son sujet, Isaac Asimov dit de lui dans son autobiographie qu’il a constitué « la principale force que la science-fiction ait jamais connue et que, pendant les dix premières années de sa fonction de rédacteur en chef, il a dominé complètement le domaine. » Toutefois, au moment de son décès, soudain et inattendu, après trente-quatre années à la direction d'Astounding Stories, son tempérament curieux et ses exigences parfois excentriques lui avaient valu l'inimitié de certains auteurs parmi les plus illustres, notamment Isaac Asimov et Robert A. Heinlein, ce dernier ayant préféré cesser de travailler avec lui dès la fin des années 1940, bien que faisant partie de ses proches.

## Biographie
John W. Campbell est né en 1910 à Newark dans le New Jersey. Son père, qui exerçait la profession d'ingénieur électricien, était un personnage froid et peu prodigue en gestes d'affection. À l'inverse, sa mère Dorothy (née Strahern) se montrait chaleureuse mais d'humeur lunatique. Elle avait en outre une sœur jumelle qu'elle rencontrait souvent et qui détestait John. Il fit ses études au Massachusetts Institute of Technology (MIT), où il eut comme ami Norbert Wiener, l'un des fondateurs de la cybernétique. Il commença à écrire à dix-huit ans et en vint rapidement à vendre ses premières histoires. Avant qu'il ait atteint l'âge de vingt-et-un ans, il était déjà un auteur reconnu des lecteurs de pulps de space opera mais avait été contraint de quitter le MIT en raison d'un échec à une épreuve d'allemand. Il s'inscrivit alors pendant un an à l'université de Duke où il obtient un diplôme de physique en 1932. Relevant le passage de Campbell dans cette école, Asimov souligne qu'elle accueillait à cette époque là le célèbre chercheur en perception extra-sensoriel Joseph B. Rhine et que cela a pu  influencer les opinions de Campbell sur le sujet. 
L'écrivain Damon Knight le décrivait comme « un homme imposant avec des cheveux blonds et raides et un regard fixe et provocateur ». Campbell lui aurait également déclaré qu’il n’était pas sûr de continuer à diriger Astounding très longtemps car, étant un physicien nucléaire, il pouvait retourner exercer son métier à n’importe quel moment. Il épousa Dona Stewart en 1931, dont il divorça en 1949 pour épouser en secondes noces Margaret (Peg) Winter en 1950. Il demeura durant la majeure partie de sa vie dans le New Jersey où il est décédé en 1971 dans sa maison « tranquillement, rapidement, sans douleur, alors qu'il était assis devant sa télévision. »

## Carrière d'écrivain

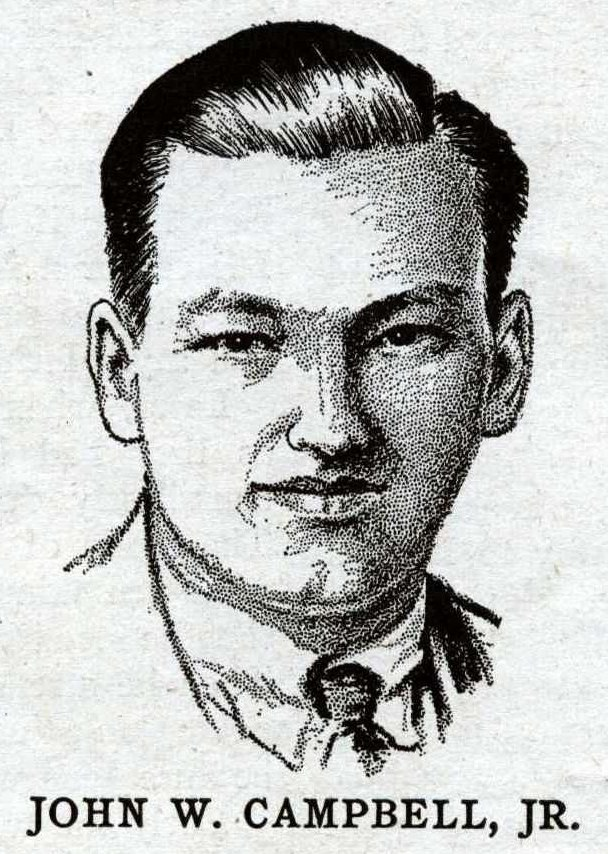
John W. Campbell tel que représenté dans le numéro de janvier 1932 de Wonder Stories

Au début des années 1930, il écrit des histoires de science-fiction qui rivalisent avec celles écrites par E. E. Smith. Peu après, il écrit, sous le nom de plume Don A. Stuart, des histoires plus nuancées, telles que Twilight et Forgetfulness. Il écrit La Bête d'un autre monde (Who Goes There?) qui décrit la découverte en Antarctique, par un groupe de chercheurs, d'un extraterrestre protéiforme animé du désir de détruire. Les films La Chose d'un autre monde et The Thing s'inspirent de cette histoire. 
De 1938 à 1971, il édite les premiers textes de Robert A. Heinlein, d'A. E. van Vogt, de L. Sprague de Camp et de plusieurs autres auteurs connus de science-fiction, tout comme il incite Isaac Asimov à produire plusieurs histoires faisant partie du cycle de Fondation. De 1939 à 1943, il édite la revue de fantasy Unknown.
Il est reconnu pour ses éditoriaux audacieux qui, parfois, appuyaient certaines hypothèses hasardeuses, peut-être dans le but de susciter des idées pour de futures nouvelles. Une anthologie de ces éditoriaux est d'ailleurs publiée en 1966. À plusieurs reprises, il suggère des idées d'histoire aux auteurs, et commande même des nouvelles qui correspondent aux dessins en page de couverture, ceux-ci étant déjà achetés.

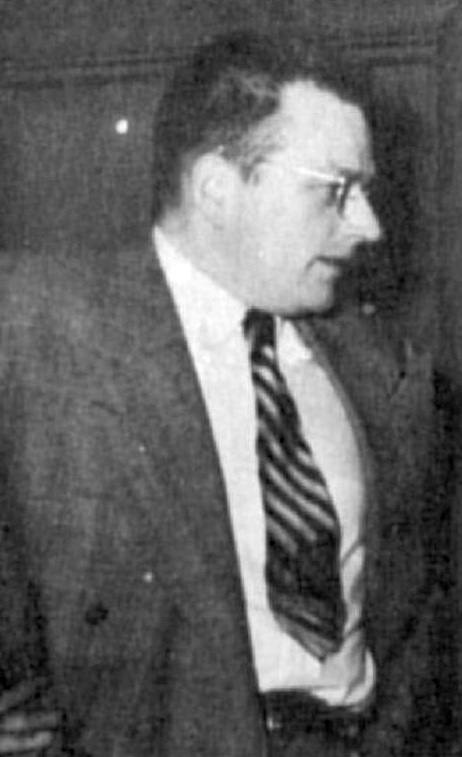
John W. Campbell à la World Science Fiction Convention de 1952.

Pendant les années 1950, il développe un intérêt marqué pour des théories alternatives, tels le moteur Dean, qui développe une force en désaccord avec la troisième loi de Newton, et l'appareil de Hieronymous qui pouvait supposément amplifier les pouvoirs parapsychlogiques. Il publie d'ailleurs plusieurs histoires sur la télépathie et autres dons. C'est pendant cette période qu'il s'intéresse à la dianétique de L. Ron. Hubbard, allant jusqu'à publier des éditoriaux en sa faveur.
Entre le 11 décembre 1957 et le 13 juin 1958, il anime une émission de radio hebdomadaire de science-fiction qui s'intitule Exploring Tomorrow. Gordon R. Dickson et Robert Silverberg, entre autres, écrivent plusieurs scripts pour l'émission. Certains scripts sont encore disponibles.
Isaac Asimov a demandé à Campbell pourquoi il a cessé d'écrire de la fiction après être devenu éditeur d'Astounding Stories. Celui-ci a répliqué : « Isaac, quand j'écris, je ne fais qu'écrire ma propre histoire. En tant qu'éditeur, j'écris les histoires que des centaines de personnes écrivent. »
Deux prix sont distribués en son honneur : le prix John-Wood-Campbell Memorial et le prix John-Wood-Campbell du meilleur nouvel écrivain (renommé en prix Astounding du meilleur nouvel écrivain en 2019).

## Œuvres (extrait)

### En anglais
- Beyond the End of Space, (Part. 1 & 2), 1933
- Conquest of the Planets, (Part. 1,2 & 3), 1935
- Trilling Wonder Stories, magazine édité par Campbell 
  - Brain Stealers of Mars, 1936 (nouvelle)
- Unknown magazine, (1939-1940) magazine édité par Campbell (Street & Smith Publications Inc)
- Astounding Unknown, (1940-1943) magazine édité par Campbell
- Astounding Science Fiction, (1939-1960) magazine édité par Campbell
- Uncertainty (Part. 1 & 2), 1936
- Forgetfulness, 1937
- Who Goes There?, 1938 est une nouvelle écrite par Campbell, qui donna le film La Chose d'un autre monde, de Christian Nyby en 1951
  - Bill Lancaster en tire le scénario de The Thing, 1981 de John Carpenter.
  - Alan Dean Foster en écrit la novélisation, 1982
- Dead Knowledge, 1938
- The Moon Is Hell, 1951,
- Invaders From the Infinite, 1961
- Twilight, 1965
- The Ultimate Weapon, 1966
- All, 1976
- Marooned, 1976
- The Space Beyond, 1976

### En français
- La Machine suprême, Hachette/Gallimard, coll. « Le Rayon fantastique », 1963 ((en) The Mightiest Machine, 1935), trad. Jean Cathelin, 256 p.
- La Chose, Le Bélial', coll. « Une heure-lumière » no 27, 2020 ((en) Who Goes There?, 1938), trad. Pierre-Paul Durastanti, 130 p.  (ISBN 978-2-84344-970-3)Précédemment parue sous le titre La Bête d'un autre monde dans le recueil de nouvelles Le ciel est mort
- Le ciel est mort, Denoël, coll. « Présence du futur », 1955 ((en) Who Goes There?, 1948), trad. Alain Glatigny, 258 p.
- Les Meilleurs Récits de Astounding Science-Fiction : Période 1934/1937, J'ai lu, coll. « Science-fiction », 1974, trad. Bernard Myers et France-Marie Watkins, 320 p.Présenté par Jacques Sadoul
- Les Meilleurs Récits de Astounding Science-Fiction 2 : Période 1938/1945, J'ai lu, 1979, trad. Michel Deutsch et Boris Vian, 288 p.Présenté par Jacques Sadoul

## Adaptations cinématographiques
- La Chose d'un autre monde (1951)
- The Thing (1982)
- The Thing (2011)